# Шульгіна Валерія Дмитрівна
Шульгіна Валерія Дмитрівна (нар. 4 березня 1939 року) — українська науковиця, доктор мистецтвознавства, професор кафедри академічного і естрадного вокалу та звукорежисури Національної академії керівних кадрів культури і мистецтв України.

## Професійна та наукова діяльність
З 1963 по 1989 рік працювала в Київському педагогічному інституті, а з 1989 по 1993 — у Бішкекському державному університеті, де обіймала посаду завідувача кафедри музики.
Вибір теми кандидатської дисертації, що 1972 року було нею захищено у Московському науково-дослідному інституті художнього виховання, попри неприхільність вченої ради, було присвячено проблемам українського виконання музичних творів на фортепіано й музичному українському фольклору та зумовлено її захопленістю теорією та методикою музичної освіти та національною культурою у студентські часи.
З 1982 року бере участь у виданні підручників та навчальних посібників.
У 1993 році отримала вчене звання професора. З того часу і до 2003 року очолювала сектор нотних видань бібліотеки імені В. Вернадського, спрямовуючи його дослідницьку діяльність. Саме під її керівництвом у НБУВ було систематизовано унікальні музичні фонди, що містили вагому інформацію про вітчизняні культурні артефакти. Це й стало основою для подальшої докторської дисертації на тему «Музична україніка: інформаційний і національно-освітній простір», що було нею захищено 2002 року у Національній музичній академії України ім. П. І. Чайковського.
Станом на 1999 рік нею було видано понад 100 авторських наукових публікацій в різноманітних виданнях.
З 2004 року працює у Національній академії керівних кадрів культури і мистецтв.
Станом на 2020 рік здійснює рецензування монографій, авторефератів кандидатських та докторських дисертацій, систематично виступає офіційним опонентом здобувачів.
Є членкинєю Національної спілки композиторів України, з 1997 року — Міжнародної асоціації бібліотек, архівів, документальних центрів (IAML), з 2002 року — Міжнародного товариства «Електронне зображення та візуальні мистецтва» (EVA), якнайменш, з 2009 року — спеціалізованої вченої ради за спеціальністю «Теорія та історія культури» при НАКККіМ та спеціалізованої вченої ради за спеціальністю «Теорія та методика музичного навчання» при НПУ імені М. П. Драгоманова, з 2020 року — організаційного комітету з підготовки та проведення Всеукраїнського відкритого конкурсу піаністів імені С. С. Прокоф'єва. З 2008 до 2010 року була членкинею експертної ради ВАК України з культурології та мистецтвознавства.
Є авторкою низки енциклопедичних статей для Української музичної енциклопедії та Енциклопедії сучасної України.